# دوغلاس تورنر
دوغلاس تورنر (بالإنجليزية: Douglas Turner)‏ هو رئيس تحرير صحيفة أمريكي، ولد في 5 يناير 1932 في بوفالو في الولايات المتحدة، وتوفي في 4 نوفمبر 2018 في سبرينغفيلد في الولايات المتحدة.

## وصلات خارجية
- دوغلاس تورنر على موقع الاتحاد الدولي للتجديف (الإنجليزية)
- دوغلاس تورنر على موقع أوليمبيديا (الإنجليزية)